# Kovářská
Kovářská là một làng thuộc huyện Chomutov, vùng Ústecký, Cộng hòa Séc.